# 호손 효과
호손 효과( - 效果, 영어: Hawthorne effect, observer effect)는 일종의 반응 현상으로서 개인들이 자신의 행동이 관찰되고 있음을 인지하게 될 때 그에 대한 반응으로 자신들의 행동들을 조정, 순화시키는 것이다. 이 현상은 1924년에서 1932년 사이에 미국 일리노이주 시서로(Cicero)에 있었던 '호손 웍스'(Hawthorne Works)라는 공장에서 수행된 일련의 실험에서 얻어진 결과에서 처음 관찰된데서 유래한다. 최근 들어서는 호손 효과의 의미는 확장되어 어떤 새로운 관심을 기울이거나 관심을 더 쏟는 것에 따라 개인들의 행동과 능률에 변화가 일어나는 현상을 말하는 것으로 변했다. 

## 개요
1924년, 웨스턴일렉트릭(Western Electric) 주식회사의 호손 공장 인사부에 의해 계획·실시된 실험 또한 이와 같은 것 중의 전형이었다. 이 실험은 조명실험(照明實驗)으로 불리듯 조명도와 근로자의 생산능률의 상관관계를 규명하려는 뜻에서 비롯되었다. 그러나 2년여에 걸친 이 실험은 착실한 노력에도 불구하고 일정한 결론도 얻지 못한 채 실패하고 말았다. 더욱이 동사에서는 이 실패를 세부적으로 규명하기 위해 하버드 대학교 경영대학원 교수들의 협력을 요청키로 되어, 1927년 5월부터 메이요(G. E. Mayo)가 이끄는 조사단이 유명한 '계전기(繼電器)의 조립작업실험(relay assembly test)'에 착수하였다.
본인들의 자발적 의사로 호선(互選)된 6명의 여공(女工)으로 구성된 작업집단이 독립된 작업장으로 옮겨져 2년여간에 걸쳐 심리학적 테스트를 받게 되었다. 즉 휴게시간, 작업시작, 입금지불방식 및 각종 노동환경 등 온갖 물적(物的) 작업조건의 변화에 대응해서 이 집단의 생산능률의 변화를 정밀하게 측정하였다. 요약한다면 실험 초기로부터 작업조건은 여러 가지 형태로 개선되고 이에 따라 생산능률은 상승해 갔으나, 이 상승된 능률은 실험의 최종기에 물적(物的) 작업조건이 한꺼번에 당초의 상태로 되돌아갔어도 거의 저하되지는 않았다.
이 사실을 종래의 산업심리학적 가설(假說), 즉 '생산능률은 임금·작업시간·노동환경 등 물적 작업조건의 함수(函數)'라는 가설만으로는 설명하기 어려운 문제를 제기했기 때문에 조사담당자들은 이 실험의 방대한 기록을 다시 정밀 분석해서 그 원인을 추구했다. 그 결과 얻어진 것은 작업집단 성원의 사회심리적 변화라는 사실이었다.
즉 피조사자(被調査者)는 당초부터 그녀들 자신의 의사에 따라 구성된 작업집단에 대해 두드러진 귀속감정(歸屬感情)을 갖고 있었던바, 이 귀속감정은 집단의 작업이 중요한 의의를 지닌 학문적 조사의 대상이 주목되는 사실을 전원이 의식함으로써 집단원의 근로의욕을 북돋아 주었다.
'강한 응집력(凝集力)을 지닌 집단성원이 집단의 목적달성에 대해 긍정적인 태도를 지닐 때 집단의 활동효과는 촉진된다'는 극히 사회 심리적 견해가 산업분야에서 비로소 실증되어 널리 인식된 것은 이 실험을 통해서였다.

## 호손 효과의 실험
호손 효과에 관련된 실험은 여러가지가 있었다. 대부분의 경우 산업심리학분야와 조직행동론 분야에서는 제너럴 일렉트릭 사가 후원하고 미국국립과학아카데미의 국가연구위원회가 지원한, 호손 공장의 조명과 작업효율에 관한 연구를 그 유래로 참조하고 있다.

### 호손 공장의 조명과 작업효율 연관성 실험
시카고 외곽에 위치했던 호손웍스는 웨스턴일렉트릭사에 소속된, 미국에서 가장 큰 전구 제조공장이었다. 이 실험의 원래 목적은 조명의 밝기와 작업 생산성의 연관성을 알아내기 위한 것이었다.
1924년부터 1927년까지 2년 반 동안 웨스턴일렉트릭사의 엔지니어들에 의해서 일련의 조명 단계에 따른 생산성 변화를 알아보는 실험이 이루어졌다. 실험결과 엔지니어들의 생산성은 실험이 시작되면서 증가하는 경향을 보이다, 실험이 끝나면서 떨어지는 경향을 보였다. 연구자들은 조명의 밝기 외에 연구자의 관찰행위가 생산성에 어떤 영향을 미쳤을 것이라고 생각하고 1927년에 이 실험을 중단하였다. 1927년에 웨스턴일렉트릭사는 하버드 대학교 교수인 엘튼 메이요(Elton Mayo)의 팀에게 협조를 구하게 되었다. 실험은 다시 시작하였고 1932년까지 계속되었다. 새로운 실험은 작업의 내용, 근무요일, 휴식시간, 급료 등의 영향 요인을 변화시키면 생산성에 얼마나 영향을 끼치는지 조사하는 것이었다.

## 사회학적 조사와 호손 효과
이후 문화기술연구나 사용자 조사등 사람을 대상으로 하는 마케팅적, 사회학적 연구조사에서 호손 효과는 관찰자나 연구자의 개입이 연구대상의 사람에게 영향을 끼쳐서 연구 결과를 다르게 나오게 하여 올바른 연구 결과를 얻지 못하게 되는 부정적인 효과로 인식되었다. 따라서 연구자의 개입을 최소화 시키거나 가능한 자연스러운 환경을 유지하려는 연구 방법을 발전시키게 하였다.

## 호손 효과의 정의
- 실험사실(선택)을 알게되어 평소와는 다른 반응을 보이는 것이다

예시(사단장님이 우리 부대를 방문한다는 연락이 와서 부대 전체를 대청소를 하게 되었다)
- 실험을 할 때 실험을 위해 선택 되었다는 것을 알게 되어 실험집단이 실험자극과 관계없는 별개의 반응을 보이는 것이다.

예시 (뉴스에서 다섯손가락 중 엄지손가락을 선택하면 변태라는것을 알게되었는데 그 때 설문지를 보고 엄지손가락을 선택했었다 그런데 오늘 회사에서 친구들과 다섯손가락 실험을 하게 되어 변태란 것을 가리기 위해 엄지손가락이 아닌 검지 손가락을 선택하였다/이글은 설명하기 위해서 인위적으로 작성한 글이다)

## 같이 보기
- 위약 효과
- 존 헨리 효과
- 기니피그 효과
- 피그말리온 효과
- 엘튼 메이요
- 플라시보 효과